# Navío (San Amaro)
Navío (llamada oficialmente San Fiz de Navío) es una parroquia del municipio español de San Amaro, en la provincia de Orense, Galicia.

## Toponimia
La parroquia también es conocida por el nombre de San Félix de Navío.

## Organización territorial
La parroquia está formada por quince entidades de población:

### Entidades de población
Entidades de población que forman parte de la parroquia:
- A Carballeira
- A Quintá
- A Reguenga
- As Casas Novas
- As Viñas
- A Touza
- Barrio
- O Campo da Festa
- O Outeiro
- Sandulces
- Sergude
- Sobrado
- Ventoselo

### Despoblados
Despoblados que forman parte de la parroquia:
- A Brea
- Calve

## Demografía
| Gráfica de evolución demográfica de Navío entre 2000 y 2023 |
|                                                             |
| Datos según el nomenclátor publicado por el INE.            |